# Jom Hazikaron

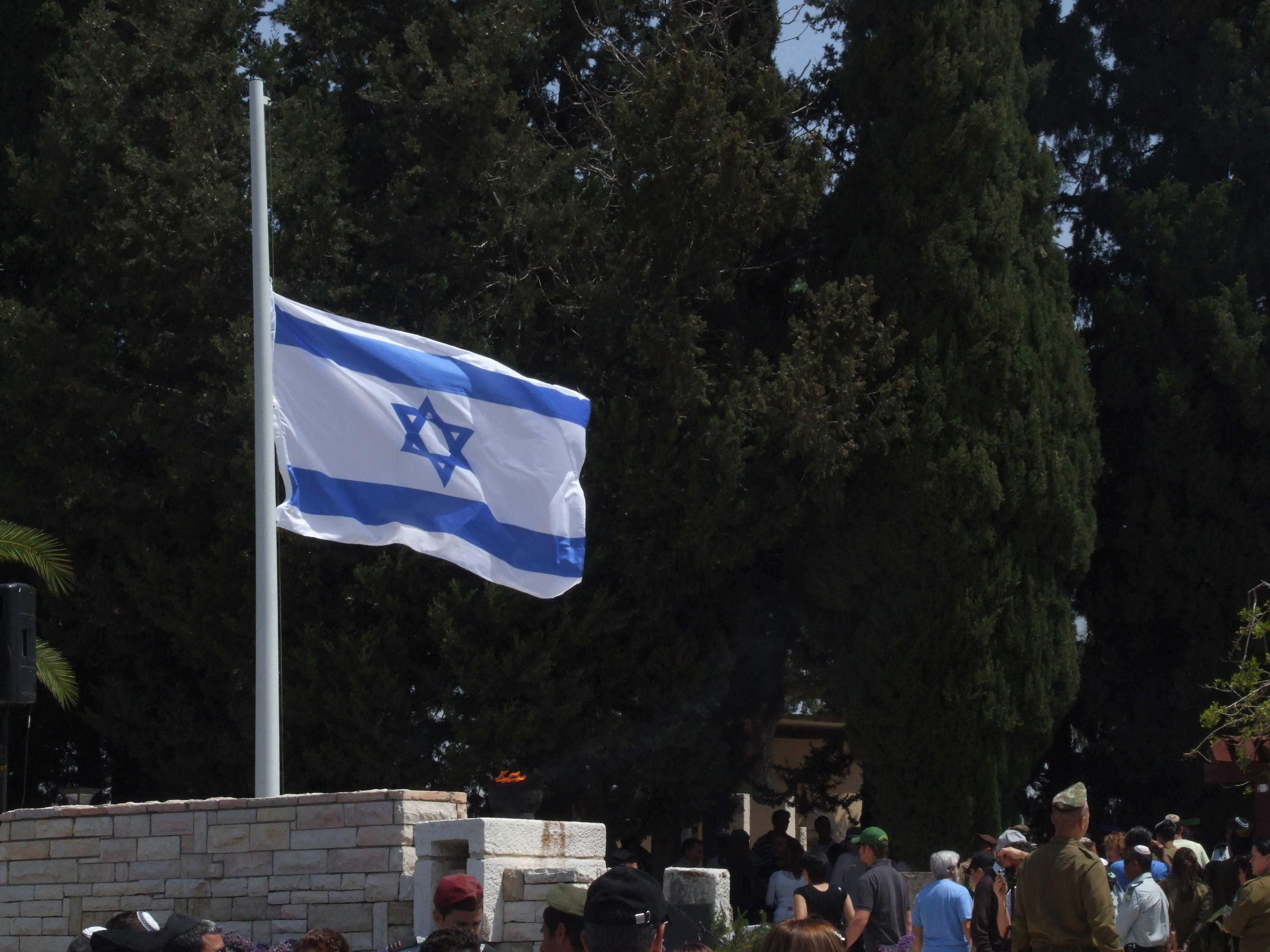
De Israëlische vlag hangt halfstok

Jom Hazikaron (Hebreeuws: יום הזיכרון לחללי מערכות ישראל - 'Dag van de Herinnering') is een Israëlische gedenkdag waarop de Israëlische doden uit alle Israëlische oorlogen worden herdacht, alsmede alle Israëlische slachtoffers die zijn omgekomen door terroristische acties. 
De volledige naam van deze dag luidt in het Hebreeuws: יום הזכרון לחללי מערכות ישראל ונפגעי פעולות האיבה - 'Israëlische herdenkingsdag van de gevallen soldaten en de slachtoffers van terrorisme'. In 2013 maakte het Israëlisch ministerie voor Defensie bekend dat tussen 1860 en het eerstgenoemde jaar 23.085 soldaten zijn omgekomen in oorlogen en terroristische acties.
Jom Hazikaron valt op 4 iar (vallend in april-mei van de gregoriaanse kalender) en gaat direct vooraf aan Jom Haätsmaoet, de Israëlische onafhankelijkheidsdag. Valt 4 iar op donderdag of vrijdag dan wordt Jom Hazikaron vervroegd naar woensdag. Valt 4 iar op een zondag dan wordt Jom Hazikaron met één dag uitgesteld. Jom Haätsmaoet wordt dan ook verplaatst zodat het altijd op de dag na Jom Hazikaron wordt gevierd.
Alleen in het charedisch jodendom wordt Jom Hazikaron niet herdacht daar men Tisja be'Aaw als herdenking van alle gevallenen beschouwt, inclusief de slachtoffers van de sjoa.

## Data volgens de gregoriaanse kalender
Aangezien een dag volgens de Joodse kalender begint met zonsondergang, begint Jom Hazikaron eigenlijk steeds op de avond voor de gegeven data.
- wo 30 apr 2025

- di 21 apr 2026

- di 11 mei 2027

- ma 1 mei 2028

- wo 18 apr 2029

## Trivia
- In april 2017 werd de Arabisch-Israëlische zangeres Nasrin Kadri uitgenodigd door de Israëlische minister van Cultuur Miri Regev om op te treden tijdens Jom Hazikaron.